# Supercondensateur

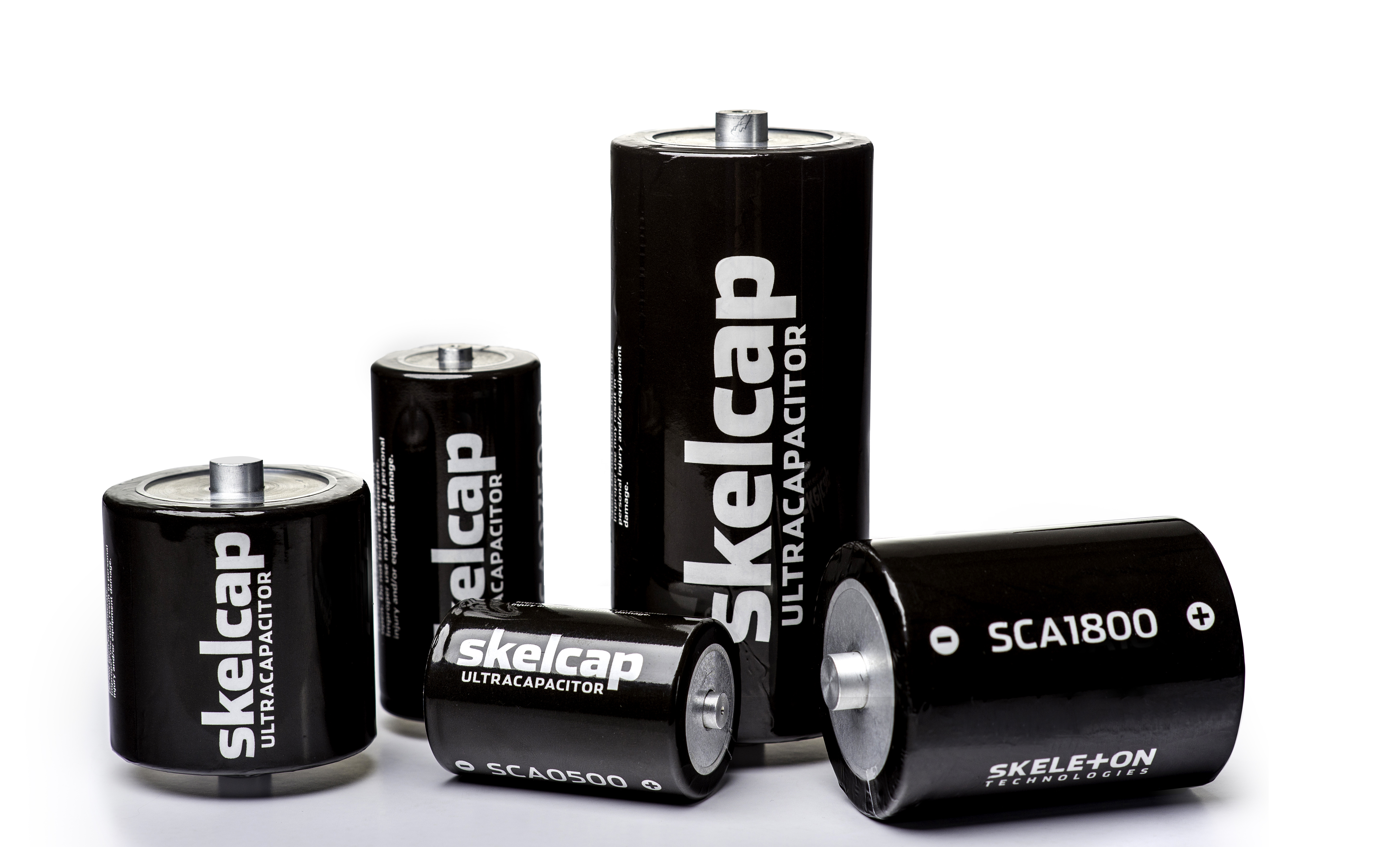
Supercondensateur

Un supercondensateur est un condensateur de technique particulière permettant d'obtenir une densité de puissance et une densité d'énergie intermédiaires entre les batteries et les condensateurs électrolytiques classiques.
Composés de plusieurs cellules montées en série-parallèle, ils permettent une tension et un courant de sortie élevés (puissance massique de l'ordre de plusieurs kW/kg) et stockent une quantité d'énergie intermédiaire entre les deux modes de stockage cités ci-dessus (énergie spécifique de l'ordre de quelque Wh/kg), et peuvent la restituer plus rapidement qu'une batterie. Ils sont donc souvent utilisés comme élément de stockage d’appoint d'énergie, en complément à des batteries ou à une pile à combustible. Ils présentent notamment l'intérêt d'être efficaces par très faible température.
Un supercondensateur est principalement constitué de collecteurs de courant (généralement en aluminium), d'électrodes (une anode et une cathode) généralement en charbon actif imprégnées d'un électrolyte organique ou aqueux, et d'un séparateur qui isole les deux électrodes l'une de l'autre.

## Principe de fonctionnement
Majoritairement les supercondensateurs commercialisés sont réalisés selon le procédé double couche électrochimique, d'où le sigle anglo-saxon EDLC (electrochemical double layer capacitor).

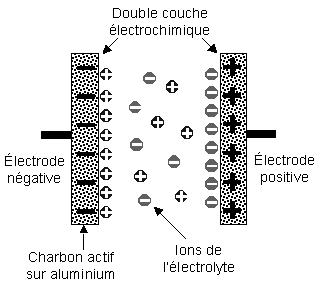
Condensateur électrolytique double couche.

Le supercondensateur est constitué de deux électrodes poreuses, généralement en charbon actif et imprégnées d'électrolyte, qui sont séparées par une membrane isolante et poreuse (pour assurer la conduction ionique). La couche double électrique se développe sur chaque interface électrode-électrolyte, de sorte que l'on peut voir schématiquement un supercondensateur comme l'association de deux condensateurs en série, l'un à l'électrode positive et l'autre à l'électrode négative. La mobilité des anions, beaucoup moins hydratés, est plus grande que celles des cations. Ils se déplacent plus facilement dans la structure du charbon actif et forment une couche d'épaisseur plus faible, de sorte que l'on observe une valeur de capacité d'anode supérieure à celle de cathode. En raison des lois d'association des condensateurs, la capacité de l'ensemble en série est toujours inférieure à la plus faible de ces deux capacités. C'est aussi pour cette raison que le supercondensateur est polarisé, chaque électrode étant optimisée soit pour des anions, soit pour des cations.
On sait que la capacité d'un condensateur est essentiellement déterminée par la géométrie des armatures (surface spécifique S et distance e) et de la nature du ou des isolants (le diélectrique). La formule suivante est souvent utilisée pour en estimer la valeur :
{\displaystyle C=\varepsilon {S \over e}}
Ici, les molécules de solvant organique jouent le rôle de diélectrique (de permittivité ε). Cela correspond à une faible épaisseur e d'isolant (inférieure au nanomètre), ce qui entraîne une capacité par unité de surface élevée : de 0,1 à 0,3 F/m.
D'autre part, grâce à l'usage d'un dépôt de charbon actif sur un film en aluminium qui présente des surfaces spécifiques S typiques de 2 000 à 3 000 m2 par gramme, la surface de contact entre électrode et électrolyte est très importante, ce qui permet d'obtenir des valeurs de capacité très élevées.
En 2024, il a été montré que pour des dépôts de carbone nanoporeux ce n'était pas tant la taille des pores qui jouait un rôle déterminant dans l'amélioration des performances capacitives des supercondensateurs mais le désordre structurel dans les électrodes.
La tenue en tension est limitée par la décomposition du solvant organique. Elle est actuellement de l'ordre de 2,7 V.

## Densité de puissance, densité d'énergie

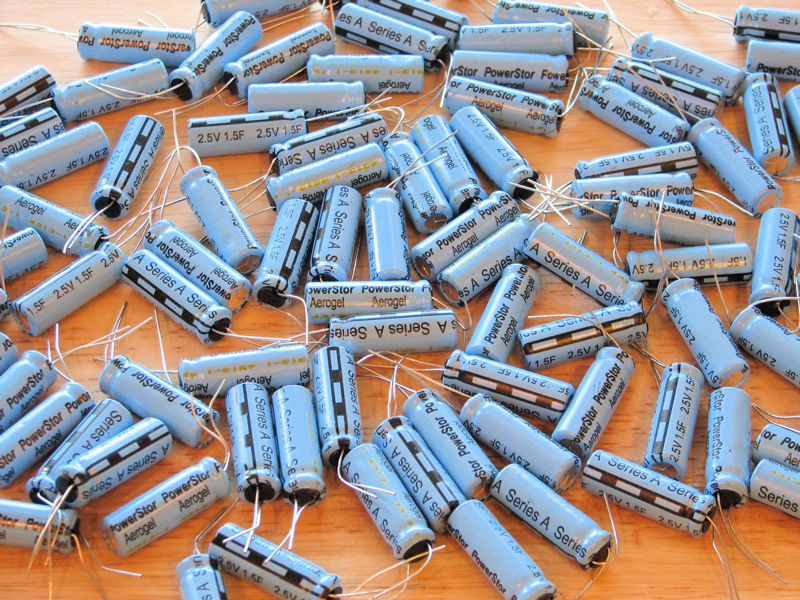
Supercondensateur de 1,5F.

La tension maximale par élément est actuellement d'environ 2,7 V. Ce type de condensateur est polarisé. La résistance interne est très faible ce qui autorise une charge ou une décharge avec de forts courants ; en conséquence, le temps de charge peut être de l'ordre de quelques secondes.
|                             | Pile à combustible | Batterie  | Supercondensateur | Condensateur électrolytique |
| --------------------------- | ------------------ | --------- | ----------------- | --------------------------- |
| Densité de puissance (W/kg) | 120                | 30 - 1000 | 1 000 - 5 000     | 100 000                     |
| Densité d'énergie (Wh/kg)   | 150 - 1 500        | 30 - 300  | 4 - 6             | 0,1                         |

Concernant les densités d'énergie, elles sont comprises entre 0,5 et 10 Wh/kg pour les supercondensateurs du commerce. L'université américaine du MIT en a réalisé un atteignant 30 Wh/kg, les firmes japonaises Advanced Capacitor Technologies et JEOL annoncent avoir développé un supercondensateur d'une densité d'énergie de 20 Wh/kg.
Du point de vue du rapport puissance spécifique/énergie spécifique, ils sont comparables aux volants d'inertie.

## Commercialisation
Les supercondensateurs sont commercialisés sous différents noms et sous différentes appellations commerciales :
- supercapacités : société Blue Solutions, filiale du groupe Bolloré ;
- Ultracapacitors :
  - Ultracaps : société Epcos (ex Siemens-Matsushita) qui a annoncé l'arrêt de cette gamme de produit,
  - Goldcaps : société Panasonic, qui a arrêté sa gamme en janvier 2020
  - Boostcap : société Maxwell Technologies,
  - DL Caps : société Nippon Chemi-Con.
  - EESU : société EEStor (en).
  - NAWA Technologies, société française créée en 2013 sur la base des travaux du CEA et des universités de Cergy et de Tours sur les supercondensateurs, a mis au point des batteries (dont elle prépare en 2017 l'industrialisation) utilisant des électrodes en nanotubes de carbone permettant un rechargement 1 000 fois plus rapide qu'avec une batterie classique ; ces batteries peuvent supporter plus d'un million de cycles de charge, soit une durée de vie de près de vingt ans[5]. En janvier 2022, Nawa Technologies lève 18,3 millions € pour construire une usine de production dans la périphérie d'Aix-en-Provence. Elle projette la production de quelques millions d'unités d'ici à 2023-2024, puis plusieurs dizaines de millions en 2025 pour un chiffre d'affaires qui pourrait alors atteindre la barre des 100 millions. Sa cible principale est l'équipement des véhicules hybrides, électriques et à pile à combustible[6].

## Applications

### Automobile
Les supercondensateurs peuvent être utilisés comme tampon d'énergie entre le variateur de vitesse et les batteries dans une voiture électrique, ce qui peut aussi allonger la durée de vie de la batterie, mais aussi tous les cas de stockage d'énergie électrique avec des conditions climatiques extrêmes (par exemple : démarreur de locomotives, contrôle d'orientation des pales des éoliennes).
Les supercondensateurs sont de plus en plus utilisés pour récupérer l'énergie du freinage (système KERS). Certaines voitures les utilisent pour alimenter leur système Stop & Start permettant un redémarrage automatique du moteur afin d'économiser du carburant.
Dans les courses automobiles d'endurance, le Japonais Toyota utilise des supercondensateurs depuis 2012 pour récupérer de l'énergie lors des freinages. Une fois le supercondensateur chargé, le pilote peut booster sa voiture grâce à la puissance du supercondensateur qui va alimenter le moteur électrique de la voiture hybride. Dans le cadre d'une production en petite série, en septembre 2019, Lamborghini a présenté le modèle Sián, dérivé de l'Aventador. Il est équipé, en plus du classique moteur thermique V12 de 785 chevaux, d'un petit moteur électrique de 34 chevaux. Ce moteur propulse la voiture à faible vitesse et assure la propulsion en marche arrière, exclusivement électrique. Il n'est pas alimenté par des batteries lithium-ion mais par un supercondensateur alimenté par l'énergie cinétique récupérée lors des freinages. Trois fois plus léger qu'une batterie lithium-ion, le supercondensateur peut se recharger et se décharger plus rapidement. Le supplément de poids de l'ensemble supercondensateur-moteur est de 34 kg. Seules les reprises de vitesse sont améliorées. Le coût qui a beaucoup diminué ces dernières années reste élevé mais le modèle ne sera construit qu'à soixante-trois exemplaires, tous déjà vendus malgré un prix de plus de deux millions d'euros hors taxes contre 320 à 420 000 euros pour l'Aventador de série.

### Autobus
Les supercondensateurs sont particulièrement intéressants pour les autobus, lesquels font des arrêts fréquents et peuvent être équipés de gros supercondensateurs pour récupérer l'énergie du freinage. En France en mars 2013, la Régie autonome des transports parisiens (RATP) a commandé quinze autobus hybrides Diesel/supercondensateur permettant d'économiser jusqu'à 30 % de carburant. En Chine, des autobus 100 % électriques à supercondensateur circulent depuis 2009. Ils se rechargent à chaque arrêt de bus à l'aide d'un pantographe (comme pour un tramway). Trente secondes suffisent pour recharger le bus à 50 % et il faut 80 secondes pour le recharger à 100 %. En février 2013, le département des transports publics de Shanghai a décidé de s'équiper de 200 bus électriques dotés à la fois d'une batterie et de supercondensateurs.

### Vélo à assistance électrique
Depuis 2023, les supercondensateurs sont également utilisés sur les vélos à assistance électrique. L'entreprise française STEE basée à Olivet près d'Orléans fabrique le vélo électrique Pi-pop utilisant des supercondensateurs comme unique source d'énergie,. Ce modèle est équipé de 18 supercondensateurs d'une capacité de 430 Farads et d'une tension nominale de 3,0 V, montés en série, soit une énergie stockée (capacité de l'accumulateur) de 9,7 Wh (environ 35 kJ). Les supercondensateurs sont rechargés dans les descentes ou lors des phases de décélération par une machine électrique réversible Aikema Electric Drive Systems AKM100SX de puissance nominale de 250 W. La récupération d'énergie fonctionne également lorsqu'on actionne faiblement la poignée de freins, la machine électrique réalisant alors un frein moteur.
L'entreprise française Anod travaille également sur un vélo combinant les supercondensateurs à une petite batterie Lithium-Ion.

## Coûts et durée de vie
Avec la production en série, leur coût a rapidement diminué, passant, par exemple pour un condensateur de 2 700 farad, de 270 dollars en 2000 à 27 dollars en 2004 (soit un prix quasiment divisé par dix en quatre ans).
Leur durée d'utilisation (environ dix ans selon les fabricants) est en outre plus élevée que celle des batteries,.

## Recherche
De nombreuses recherches portent sur ce sujet, dont en France autour du « Réseau français sur le stockage électrochimique de l'Énergie » (RS2E) dont font notamment partie les chercheurs renommés Jean-Marie Tarascon, Patrice Simon ou encore Céline Merlet.
La recherche porte notamment sur : 
- La conception et production de « microsupercondensateur » à électrode à film d'or microporeux[17].
- De nouveaux matériaux susceptibles d'être utilisés comme électrodes de supercondensateurs (ex : hydroxydes doubles lamellaires au cobalt[18] ;
- l'augmentation de leur densité d'énergie sans trop diminuer leur densité de puissance élevée, par exemple grâce à une électrode capacitive classique de carbone activé et une électrode faradique ;
- L'utilisation de structures tridimensionnelles, avec un dispositif test utilisant le diamant comme matériau d'électrode, qui présente dans l'eau une fenêtre de stabilité électrochimique importante d'environ 3 V. Ce test a montré qu'« une architecture de diamant "en aiguilles" permet de multiplier par 10 la capacité surfacique par rapport à une architecture plane »[19],[20];
- Le développement de filières technologiques ad hoc[21].
- L'étude de matériaux composites pour améliorer l'adsorption des ions[22]
- L'innovation du substrat en induisant du graphène poreux par Laser sur du Kapton (Polyimide)[23] ou de la noix de coco[24]
- Utilisation d'outils numériques pour comprendre les processus d'adsorption à l'échelle atomique[25],[26],[27]